# Vincent Burnelli
Vincent Justus Burnelli (* 22. November 1895 in Temple, Texas; † 22. Juni 1964) war ein US-amerikanischer Luftfahrtingenieur, der sich zeit seines Lebens mit dem Konzept des sogenannten Auftriebsrumpfs (Lifting Fuselage) beschäftigte und entscheidende Impulse bei der Entwicklung des Nurflügelkonzeptes gab. Als er mit 68 Jahren starb, hatte er sich insgesamt 50 Jahre lang mit der Konstruktion und dem Bau von Flugzeugen beschäftigt.

## Erste Entwürfe
Im Jahre 1915 entwarf Vincent Burnelli mit einem Bekannten sein erstes Flugzeug, einen offenen Doppeldecker. Dieser wurde sogar auf dem späteren Roosevelt Field (New York), von dem Charles Lindbergh dann 1927 seinen Flug nach Paris antrat, vorgeflogen. Zwei Jahre später konstruierte er einen Nachtjäger, in der Hoffnung, dass dieser als Kampfflugzeug im Ersten Weltkrieg Verwendung finden könnte. Diese Hoffnung erfüllte sich nicht, aber er konnte das Flugzeug an die New Yorker Polizei verkaufen, die bereits damals plante, ihre Einsätze auch von der Luft aus durchzuführen.

## Neue Konzepte
Im Jahr 1920 schloss sich Burnelli mit T.T. Remington zusammen und sie gründeten die „Airliner Engineering Corporation“ in Long Island, N.Y., um Verkehrsflugzeuge zu bauen. 1921 beantragte er den Patentschutz zu seinem Konzept des Lifting Fuselage. Das Patent mit der Nummer 1.758.498 erhielt er dann aber erst neun Jahre später.
Die beiden Doppeldecker Transportflugzeuge, die dann in den 1920er-Jahren produziert wurden, waren die RB-1 und die davon abgeleitete RB-2. Beide Entwürfe unterschieden sich beträchtlich von den früheren Konstruktionen. Die Flugzeuge besaßen einen geräumigen, in der Draufsicht rechteckigen Rumpf, der einen profilförmigen Längsschnitt aufwies. Die grundlegende Vorstellung hinter seiner Idee war, dass sowohl Verbesserungen in der Leistung als auch in der Sicherheit erreicht werden sollten.
Erwähnenswert ist, dass zur gleichen Zeit, aber anscheinend unabhängig von Burnelli, in Frankreich ein Flugzeug gebaut wurde, das sehr große Ähnlichkeit mit dem Auftriebsrumpfkonzept aufwies. Es handelte sich um die 1925 gebaute Dyle et Bacalan DB 10 Bn4.
Zwar bezeichnete Burnelli selbst sein Konzept als Nurflügel (Flying Wings), jedoch besaßen seine Konstruktionen alle ein erkennbares Leitwerk, häufig noch unterstützt von nach oben gebogenen Leitwerksträgern. Damit hatten seine Flugzeuge mehr die Auslegung eines Auftriebskörpers (Lifting Body) als eines Nurflügels, letzterer hat alle aerodynamischen Steuereinrichtungen im Rumpf integriert und weist kein Leitwerk auf.
Burnellis erster Eindecker CB-16 erschien 1928. Dieser hatte wie die folgenden Burnelli-Typen, die in den 1940er-Jahren hergestellt wurden, einige bemerkenswerte Eigenschaften:
- Die Triebwerke lagen relativ dicht nebeneinander und waren vor der Kabine an der „Vorderkante“ des Rumpfs angeordnet.
- Bei Reisegeschwindigkeit trug der profilförmige Rumpf bis zu 50 % zum Auftrieb bei.

Die Passagierkabine war besonders geschützt, da sie von mehr als 60 % der Flugzeugstruktur umgeben war. Burnelli war fest davon überzeugt, dass sein Auftriebsprinzip eine hohe Sicherheit sowie ökonomische und operationelle Vorteile gegenüber konventionellen Entwürfen bietet. Seine Konstruktionsphilosophie wurde von vielen bekannten Experten der zivilen und militärischen Luftfahrt bis in die späten 1940er-Jahre unterstützt. Es gelang ihm aber nicht, den notwendigen politischen und wirtschaftlichen Rückhalt zu gewinnen, der eine öffentliche Akzeptanz seiner unkonventionellen Entwürfe gesichert hätte.
In unterschiedlichen Partnerschaften arbeitete er für verschiedene Firmen und gründete auch selbst solche, die seine Entwürfe produzieren sollten. Meist entstanden aber nur Versuchsflugzeuge oder Prototypen. Seine letzte Konstruktion CBY-3 Loadmaster wurde von der Canada Car and Foundry in Montreal gebaut. Der einzige Prototyp wurde intensiv getestet, konnte aber keine Produktionsaufträge erlangen.

## Späte Jahre
Auch nachdem er nach Southampton (New York) umgezogen war, blieb Burnelli unverändert in seinem Bestreben, seinem Auftriebsrumpfkonzept für Transportflugzeuge weiterhin zum Erfolg zu verhelfen.
So unternahm er 1955 den Versuch, mit seinem letzten Entwurf CBY-3 eine Expedition von 20 Personen und 41 Schlittenhunden zusammen mit der gesamten Ausrüstung zum Nordpol zu befördern, aber auch dieses Unternehmen kam nicht zur Durchführung.
Die Loadmaster wurde als Linienflugzeug sowohl im nördlichen Kanada als auch in Südamerika eingesetzt. Die Maschine wurde dann noch auf neue Triebwerke Wright R-2600 umgerüstet und beendete ihren fliegerischen Einsatz schließlich auf dem Flughafen von Baltimore-Maryland. Seit 1964 kann sie im New England Air Museum in Windsor Locks, Connecticut besichtigt werden.
Auch heute sind seine Ideen nicht ganz vergessen, wie man beispielsweise an der Auslegung des Hängegleiters Flight Dynamics Seasprite sehen kann, in dem deutlich erkennbar die Idee des Auftriebsrumpfes umgesetzt wurde.

## Burnelli-Entwürfe
- Burnelli Continental KB-1 (1915)
- Burnelli (Lawson Airlines)
- Remington-Burnelli RB-1 (1921)
- Remington-Burnelli RB-2 (1924)
- Burnelli CB-16 Chapman Airliner (1928)
- Uppercu-Burnelli UB-20 (1929)
- Uppercu-Burnelli GX-3 (1929)
- Uppercu-Burnelli UB-14 (1935)
- Cunliffe-Owen Aircraft OA-1 Clyde Clipper (britische Lizenzversion der UB-14) (1939)
- General Airborne Transport XCG-16 (Lastensegler, 1943)
- Canadian Car and Foundry Burnelli CBY-3 Loadmaster (1945)